# Peter Dobrokhotov
Pour les articles homonymes, voir Dobrokhotov.
 Peter Dobrokhotov  est un graveur lapidaire et glyticien russe du début du XIXe siècle, né en 1786 et mort en 1836.

## Biographie
Dobrokhotov est diplômé de l'Académie russe des Beaux-Arts en 1815. Il a reçu plusieurs prix pour ses œuvres en glyptique et a réalisé plus de 300 œuvres.